# Бањи ди Цолфо (Болцано)
Бањи ди Цолфо је насеље у Италији у округу Болцано, региону Трентино-Јужни Тирол.
Према процени из 2011. у насељу је живело 44 становника. Насеље се налази на надморској висини од 247 м.